# Commonwealth Bank of Australia

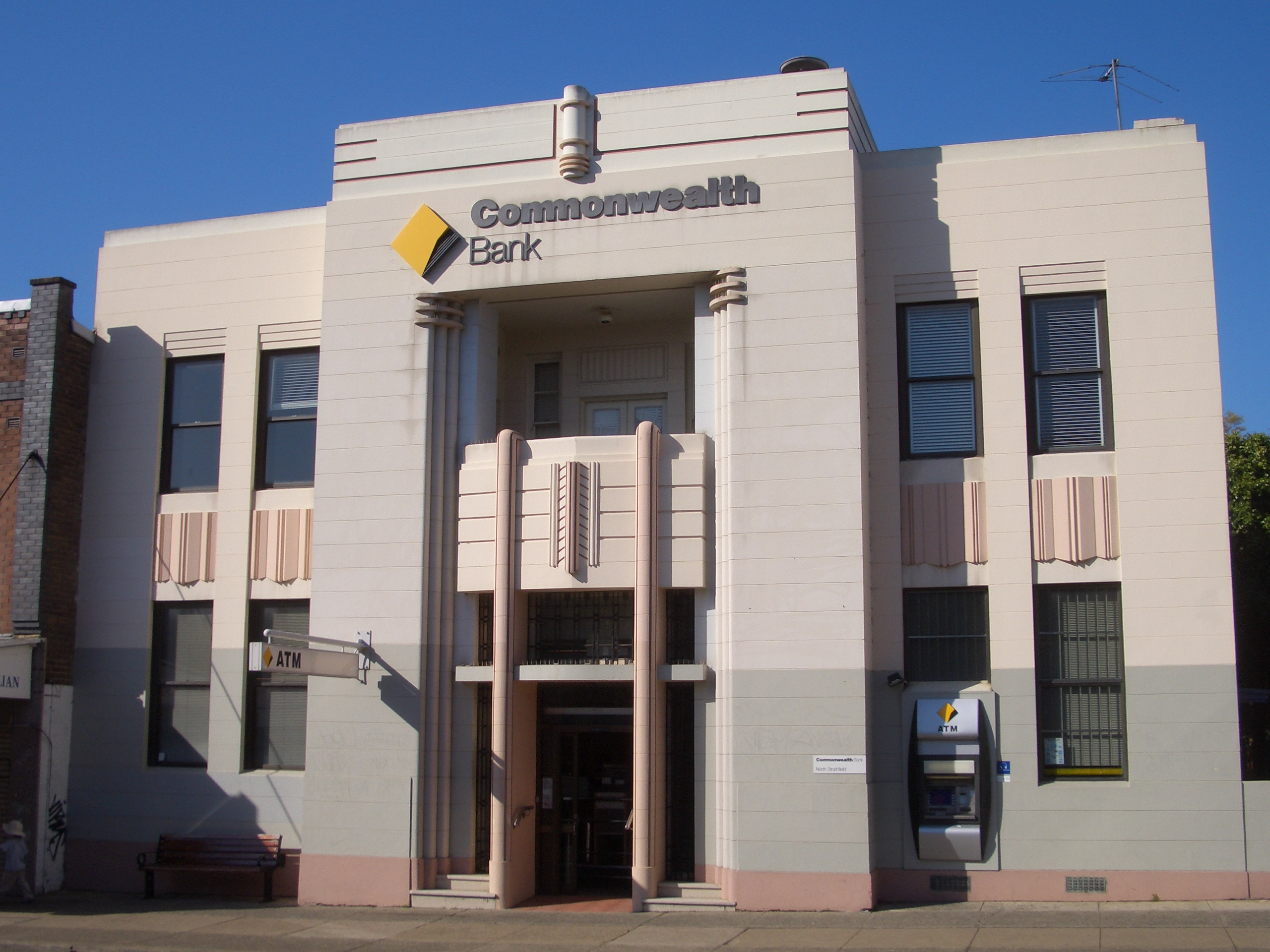
Commonwealth Bank i North Strathfield

The Commonwealth Bank of Australia (ASX:CBA) är Australiens näst största bank. De är verksamma i Australien, Nya Zeeland, Fiji, Asien, USA och Storbritannien. Bolaget grundades som en statlig bank 1911, och blev en publikt bolag 1991. Bolaget är listat på Australian Securities Exchange.